# Basia (serial animowany)
Basia – polski serial animowany dla dzieci emitowany w roku 2017. Serial liczy 22 odcinki. Zrealizowany został na podstawie serii książek Basia autorstwa Zofii Staneckiej.

## Treść
Serial opowiada o codziennych perypetiach pięcioletniej dziewczynki i jej rodziny.

## Lista odcinków
1. Basia i upał w zoo
2. Basia i Anielka
3. Basia i braciszek
4. Basia i biwak
5. Basia i dziadkowie
6. Basia i taniec
7. Basia i pieniądze
8. Basia i telewizor
9. Basia i gotowanie
10. Basia i bałagan
11. Basia i Mama w pracy
12. Basia i Titi
13. Basia i Boże Narodzenie
14. Basia i moda
15. Basia i alergia
16. Basia i plac zabaw
17. Basia i urodziny w muzeum
18. Basia i narty
19. Basia i opiekunka
20. Basia i remont
21. Basia i telefon
22. Basia i wyprawa do lasu

## Nagrody i wyróżnienia
- 2018: Złoty Animusz – Film lub Serial dla Dzieci (animator Marcin Wasilewski)[2]